# Agdistis nigra
Agdistis nigra is een vlinder uit de familie vedermotten (Pterophoridae). De wetenschappelijke naam is voor het eerst geldig gepubliceerd in 1955 door Hans Georg Amsel.
De soort komt voor in Europa.